# Dans son coin natal
Dans son coin natal est une nouvelle d’Anton Tchekhov (en russe : Rodnom ouglou).

## Historique
Dans son coin natal est initialement publiée dans la revue russe Les Nouvelles russes, numéro 317, du 17 novembre 1897. Cette nouvelle est également traduite en français sous le titre de Retour au pays natal  et Au pays natal.

## Résumé
Véra Kardine, vingt-trois ans, rentre dans la maison de son enfance qu’elle a quittée il y a dix ans. Ses parents sont décédés. Seuls son grand-père et sa tante Dacha habitent au domaine qui est maintenant le sien.
Passés les premiers moments de bonheur et les retrouvailles familiales, elle s’inquiète de son avenir dans ce trou perdu. Dacha veut la marier avec le docteur Nechtchapov, mais elle ne lui trouve aucun charme. Les soirées avec les invités l’ennuient. Elle se laisse gagner par la résignation et l’oisiveté, puis accepte de se marier avec le docteur pour changer de vie et se rendre utile. Un mois plus tard, elle est femme au foyer chez le docteur. 

## Extraits
- Véra, en arrivant dans son domaine : « Seigneur, faites que je sois bien ici. »
- « Elle est jeune, raffinée, elle aime la vie, parle trois langues… Et tout cela pour cela uniquement, au bout du compte, pour venir vivre dans un domaine perdu au fond de la steppe. »
- « C’est vrai ça, se dit-elle. Si je me mariais ! »
- « D’immenses espaces, de long hivers, la monotonie et l’ennui inspirent un sentiment d’impuissance, la situation semble désespérée et l’on n’a pas envie de tenter quoi que ce soit : tout serait vain. »

## Les personnages
- Véra Kardine, vingt-trois ans
- Dacha, quarant-deux ans, la tante de Véra
- Grand-père, vieillard obèse
- Docteur Nechtchapov, le futur mari de Véra

## Édition française
- Dans son coin natal, traduit par Édouard Parayre, révision de Lily Dennis, Gallimard, Bibliothèque de la Pléiade, 1971  (ISBN 2 07 0106 28 4).